# Mobil Pohotovost
Mobil Pohotovost je český řetězec obchodů s elektronikou a servisních center zaměřený na prodej a servis mobilních telefonů. Je provozován společností MOBIL POHOTOVOST GSM s.r.o. se sídlem v Praze.
Vznikl v červnu 1999 a k roku 2025 měl 13 kamenných poboček. Pobočky obchodu se k témuž roku nacházely ve většině krajských měst v Česku, přičemž tři pobočky provozovala společnost v Praze. Ve fiskálním roce 2020/2021 měla společnost tržby 1,52 miliardy korun a vykázala ztrátu 20 milionů korun.
Vedle nových zařízení společnost prodává i již použitá zařízení, která zároveň od zákazníků aktivně vykupuje. Vedle prodeje se společnost specializuje navíc i na servisní služby. Telefony je navíc u společnosti možné rovněž pronajímat. K roku 2025 společnost od svého vzniku vykoupila přibližně 2 miliony mobilních telefonů a podobné množství jich za svou historii také servisovala. Eshop společnosti byl v roce 2023 zařazen mezi 100 největších v Česku, přičemž Mobil Pohotovost patřila mezi největší v oblasti prodeje mobilních telefonů.